# Bernhard Fisch
Bernhard Fisch (* 22. August 1926 in Willenberg, Ostpreußen; † 18. November 2020 in Gera) war ein deutscher Buchautor. Ab 1997 publizierte er über Ostpreußen, die Vertreibung und insbesondere über das Massaker von Nemmersdorf.

## Leben
Fisch besuchte in seinem Geburtsort die Volksschule und danach das Realgymnasium in der Kreisstadt Ortelsburg. Während des Zweiten Weltkrieges wurde er zum Militärdienst bei der Wehrmacht eingezogen. Er war bei Kämpfen in Ostpreußen und Oberbayern beteiligt und hatte einen Lazarettaufenthalt. Er kam in Kriegsgefangenschaft, welche lebenslange Nachwirkungen hatte.
1945 musste die Familie aus ihrem Heimatort fliehen. Sie begann in Thüringen einen Neuanfang. Er besuchte ab 1945 noch einmal die Schule, machte sein Abitur und war vier Jahre Lehrer an einer Erweiterten Oberschule in Suhl. Seit 1958 wohnt er in Stadtroda. Er studierte am Lehrerbildungsinstitut und der Pädagogischen Hochschule (Fernstudium) und konnte im Anschluss eine externe Promotion ablegen.
Mitte der 1970er-Jahre begann er mit einem Selbststudium und den Forschungen über ostpreußische Geschichte, in deren Verlauf er heimlich von Kaunas (Litauen) nach Kaliningrad geflogen und daraufhin von der sowjetischen Miliz festgenommen worden war, wie er 2004 bei einer Tagung der Thüringer Rosa-Luxemburg-Stiftung „Flucht, Vertreibung und Erinnern“ mitteilte. Unter anderem war er während dieser Zeit insgesamt zehn Monate Praktikant (Landeskunde, Sprachbeherrschung) an der Lomonossow-Universität in Moskau. Das Erwerbsleben begann er mit Gelegenheitsarbeiten, denen eine hauptamtliche Tätigkeit bei der FDJ folgte, von der er wegen „Verstoßes gegen den Personenkult“ entlassen wurde. Nach dem Studium der Slawistik arbeitete er als Russischlehrer beziehungsweise -dozent zunächst an allgemein bildenden Schulen, zuletzt an einer Agraringenieurschule. Dort unterrichtete er auch Deutsch für Ausländer. Er war zwischendurch sechs Jahre als wissenschaftlicher Mitarbeiter für Lehrerweiterbildung im Bezirk Gera tätig. Er gab eine Publikation zur Methodik des Fremdsprachenunterrichts heraus.
Im Zuge der Wende und friedlichen Revolution 1989/1990 gründete Fisch zusammen mit Gleichgesinnten den „Verband der Umsiedler der DDR“, konnte aber seine Auffassungen und Forderungen beim Bund der Vertriebenen nicht durchsetzen.
Ab 1990 ging er in den Vorruhestand und es folgte die Pensionierung. Er verfasste Publikationen zur ostpreußischen Geschichte und zu Vertriebenenfragen. Fisch untersuchte auch die Rolle Josef Stalins bei der Ziehung der Oder-Neiße-Grenze und ist insbesondere bekannt für seine Publikationen zum Themenkreis „Massaker von Nemmersdorf“.
Fisch war ab 1950 verheiratet und hatte eine Tochter und zwei Enkel. Er starb am 18. November 2020 im Alter von 94 Jahren.

## Buchrezensionen
- „In seinem Buch zeigt Bernhard Fisch, wie die unleugbaren Morde in Nemmersdorf von Goebbels benutzt wurden, […]“ – Rezension bei jugendzeit-ostpreussen.de
- „Nicht, dass in Nemmersdorf Grauenvolles geschehen ist, wird von Fisch in Zweifel gezogen, sondern ob es tatsächlich hinsichtlich Quantität und Systematik jene Dimensionen aufwies, die ihm seither zugeschrieben wurden.“ – Rezension bei bundestag.de: Das Parlament[8]

## Schriften
- Nemmersdorf, Oktober 1944. Was in Ostpreußen tatsächlich geschah. Mit einem Nachwort von Ralph Giordano und einem Vorwort von Wolfgang Wünsche. Edition Ost, Berlin 1997, ISBN 3-932180-26-7.
- Was haben die Augenzeugen wirklich gesehen? Erfahrungsbericht über die Quellen zu den Ereignissen im ostpreußischen Nemmersdorf am 21. und 22. Oktober 1944. In: Bulletin für Faschismus- und Weltkriegsforschung. H. 12, 1999, S. 30–65.
- Nemmersdorf 1944 – nach wie vor ungeklärt. In: Gerd R. Ueberschär (Hrsg.): Orte des Grauens. Verbrechen im Zweiten Weltkrieg. Primus, Darmstadt 2003, S. 155–167.
- Nemmersdorf 1944 – ein bisher unbekanntes zeitnahes Zeugnis. In: Zeitschrift für Ostmitteleuropa-Forschung. Band 56, H. 1, 2007, S. 105–114.
- Ubej! Töte! Zur Rolle von Ilja Ehrenburgs Flugblättern in den Jahren 1944/45. In: Geschichte – Erziehung – Politik. Band 8. 1997, S. 22–27.
- Stalin und die Oder-Neiße-Grenze. Helle Panke, Berlin 2000.
- Die Striche des Josef W. Stalin. Vom Anteil der Kommunisten an der Vertreibung der Deutschen aus Ostmitteleuropa. trafo, Berlin 2005, ISBN 3-89626-218-1.